# Noel Simon
Noel Murray Simon (* 25. Dezember 1921 in Cliftonville, Kent; † 20. Oktober 2008) war ein britischer Autor und Naturschützer. Er gehörte zu den Pionieren des Artenschutzes in Ostafrika.

## Leben
Simon war eines von fünf Kindern eines Marine-Offiziers, der beim ersten Versuch einer Luftschiffüberquerung über den Atlantik teilgenommen hatte. Schon in frühester Kindheit zeigte Simon großes Interesse und Mitgefühl für die Natur. Er wurde am Christ’s Hospital in Horsham, West Sussex ausgebildet und trat im September 1940 der Royal Naval Volunteer Reserve bei. Den gesamten Krieg über diente er als Kampfpilot für die Marineluftwaffe. Nach dem Beitritt zum No. 805 Squadron wurde er auf dem Flugzeugträger Illustrious im Mittelmeer stationiert und war an Kampfhandlungen während der Evakuierung von Kreta beteiligt. 1942 nahmen die Piloten des No. 805 Squadron mit ihren Wildcat-Kampfflugzeugen an Kampfhandlungen der Royal Air Force über der Libyschen Wüste teil. Bei einer Gelegenheit musste Simon im April 1942 mit seinem Flugzeug in der Wüste notlanden, nachdem er Feuer vermutete.
Zurück in England übte Simon Landungen an Deck des Flugzeugträgers HMS Activity vor der Westküste Schottlands. Dabei verpasste er die Fangseile und stürzte ins Meer. Er konnte jedoch sofort gerettet werden. Im Sommer 1943 kehrte er auf die „Illustrious“ zurück, um beim No. 805 Squadron die Grumman F4F Wildcat zu fliegen. Bei einer Gelegenheit stürzte sein Flugzeug bei der Landung ab, aber Simon kam ungeschoren davon. Die „Illustrious“ war im Mittelmeer stationiert und im September 1943 machte Simon Patrouillenflüge, um die Landung der Alliierten bei Salerno zu unterstützen. Anfang 1944 flog er Wildcats als Geleitschutz der atlantischen und russischen Convoys. Am 31. März 1944 wurden Simon und ein anderer Pilot damit beauftragt, einen der Focke-Wulf Condor-Langstreckenbomber der Luftwaffe abzufangen. Die beiden Piloten schossen die Maschine ab und brachten sie in ihre Gewalt. 1942 besuchte Simon während seines Kriegsdienstes zum ersten Mal Kenia, wohin er 1947 zog und dort Betty Bingley heiratete. Aus der Ehe gingen zwei Töchter und ein Sohn hervor. Das Paar baute sich im Hochland nahe Molo eine Farm auf. 1952 wurde Bingleys jüngerer Bruder von Aufständischen der Mau-Mau ermordet. Bei seiner Hilfe bei der Aufspürung der Mau-Mau-Bande trat Simon der „I“-Force bei und operierte sechs Monate in den Aberdares, gelegentlich zu Fuß, aber häufig aus der Luft. Er war überzeugt, dass die alten Stringbag-Maschinen der Marineluftwaffe ideal für Operationen in den Aberdares wären. Da diese aber nicht zu bekommen waren, wurden Harvards an ihrer Stelle verwendet. 1955 gründete Simon die Kenya Wildlife Society, die sich 1961 mit der Tanganyika Wildlife Society zusammenschloss und in East African Wildlife Society umbenannt wurde. Er war die treibende Kraft bei der Gründung des Lake-Nakuru-Nationalparks, der 1967 eröffnet wurde. Er war ebenfalls dafür verantwortlich, dass die kenianischen Behörden 105.000 Hektar des South West Mau Forest als Naturschutzgebiet deklarierten.
Simons Naturschutzaktivitäten waren nicht nur auf Kenia beschränkt. Während ihrer Anfangszeit war die Kenya Wildlife Society tief in den umstrittenen Regierungsplan involviert, den Ngorongoro-Krater vom Serengeti-Nationalpark abzutrennen. Obwohl diese Angelegenheit nichts mit den Kenianern zu tun hatte, wurde sie von den tansanischen Nationalparkbehörden respektiert und die Initiative der Wildlife Society begrüßt. Als klar wurde, dass die Regierung den Krater abtrennen würde, war es Simon, der den Vorschlag machte, den Verlust für den Nationalpark durch die Hinzufügung von neuem Land, das nordwärts mit der kenianischen Masai Mara verbunden ist, auszugleichen. Simons Vorschlag wurde angenommen und 2.000 Quadratmeilen Land wurden der Serengeti hinzugefügt, das nun das gesamte Wanderungsgebiet der Gnuherden umfasst. Diese Maßnahme hatte großen Nutzen für die kenianische Tourismusindustrie.
Simon trat den Royal National Parks of Kenya bei, wo er schnell zum stellvertretenden Direktor unter dem ersten Direktor Colonel Mervyn Cowie (1909–1996) aufstieg. Er war weitgehend dafür verantwortlich, die Kolonialregierung davon zu überzeugen, die Ernsthaftigkeit der Bedrohung durch Wilderei im wichtigsten Nationalpark des Lands, dem Tsavo-Nationalpark, zu erkennen und die notwendigen Mittel bereitzustellen, dem entgegenzuwirken. In enger Zusammenarbeit mit David Sheldrick, dem Gründungswildhüter des Tsavo-East-Nationalparks arrangierte Simon eine Reihe von Treffen mit dem damaligen Gouverneur, dem Bevollmächtigten der Polizei, mit der Provinzverwaltung und anderen, was zu einer hocheffektiven Anti-Wilderer-Kampagne in den 1950er-Jahren führte. Durch diese Initiative unter dem Oberkommando von Sheldrick, konnte der Tsavo-Nationalpark die nächste Dekade lang von der Wilderei befreit werden. Erneut mit Sheldrick leitete Simon das Galana Game Management Scheme (Galana-Wildmanagement-Projekt), das das Ziel verfolgte, dem Stamm der Waliangulu Alternativen zur Wilderei aufzuzeigen. Das Projekt scheiterte jedoch aufgrund mangelnder Finanzierung durch die Regierung.
Simon blieb bis 1962 Vorsitzender der Kenya Wildlife Society. Nach einem Streit mit Colonel Cowie verließ er jedoch den National Park Service und arbeitete von 1962 bis 1969 bei der International Union for Conservation of Nature and Natural Resources (IUCN) in der Schweiz. Dort stellte er 1966 den ersten Band Mammalia der Red Data Books, offizielle, internationale Handbücher über die seltenen und gefährdeten Arten der Welt, zusammen. Die Idee für die Red Data Books kam von Sir Peter Scott, aber Simon hatte freie Hand, den ersten Band zusammenzustellen. Mammalia war der Prototyp einer Reihe von Publikationen, die sowohl Tiere als auch Pflanzen umfassen. Seitdem wurden über 150 Red Data Books veröffentlicht, an deren Stelle heute die online verwaltete IUCN Redlist of Threatened Species (Rote Liste gefährdeter Arten) getreten ist. 1969 verließ Simon die IUCN und kehrte nach England zurück, wo er sich aufs Schreiben konzentrierte. Insgesamt verfasste er 36 Bücher, darunter Between the Sunlight and the Thunder (1962) über seine Naturschutzarbeit in Kenia und eine Anzahl von Kinderbüchern. Nach der Auflösung seiner ersten Ehe heiratete er 1978 Vanessa Hamilton, mit der er einen Sohn hatte.

## Werke (Auswahl)
- Between the sunlight and the thunder; the wildlife of Kenya, 1962
- The Red Data Book: Vol.1, Mammalia, 1966
- The Red Data Book: Wildlife in danger, 1969 (mit James Fisher und Jack Vincent)
- Last Survivors; The natural history of animals in danger of extinction, 1970 (mit Paul Géroudet)
- The endangered species, 1973
- World guide to mammals, 1976 (mit Nicole Duplaix)
- The Edward James Foundation, 1981
- Nature in Danger: Threatened Habitats and Species, 1993
- The Guinness guide to nature in danger, 1993